# キャッスルマウンテン
キャッスル・マウンテンは、バンフ国立公園内にあるカナディアン・ロッキーの山である。
名称は、西洋の城に似ていることから1858年にジェームス・ヘクターによって名づけられた。第二次世界大戦の終戦後、アメリカのアイゼンハワー大統領がカナダを訪れたのを記念して、「アイゼンハワー山」と改称した。しかし、地元からの強い要請もあり1983年には元の名前に戻った。「アイゼンハワー」の名は、南東の峰に残されている。
山塊は、2862m のセントヘレナ峰・2850m のスチュワートノブ・2970m のテレビ峰などを含むいくつかの高地が存在する。テレビ峰は、テレビ番組のリポーターが最初に降り立ったことからそう呼ばれている。彼らは、ヘリコプターで頂上に降り立ったりもした。
トランスカナダハイウェイから見通せない北東の斜面から頂まで登ることができる。高速道路から見ると頂までの道のりは厳しそうに感じられるが、裏側にあるロックバウンド湖の方を回ると見た目よりは簡単に登ることができる。がけの裂け目から湖の上への道がある。非常に長い道のりで、往復で12時間を必要とする。
セントヘレナ峰へは小石が多く厳しい道のりである。

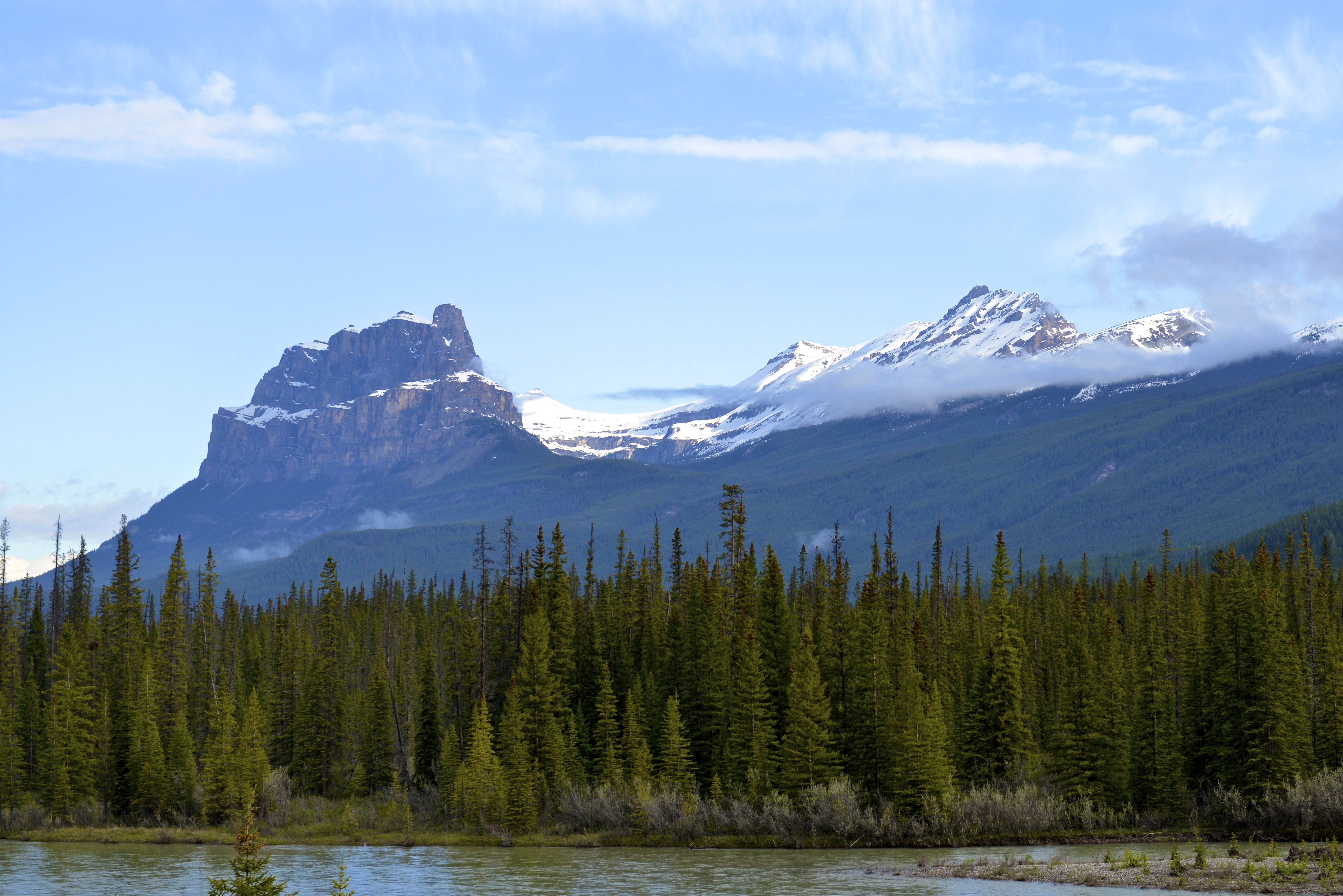
南東から望む当山
セントヘレナ峰は右側の尾根にある